# شهیدان (بامیان)
شهیدان (به لاتین: Shahidan) یک منطقهٔ مسکونی در افغانستان است که در ولایت بامیان واقع شده‌است.